# Жилкіна Людмила Іванівна

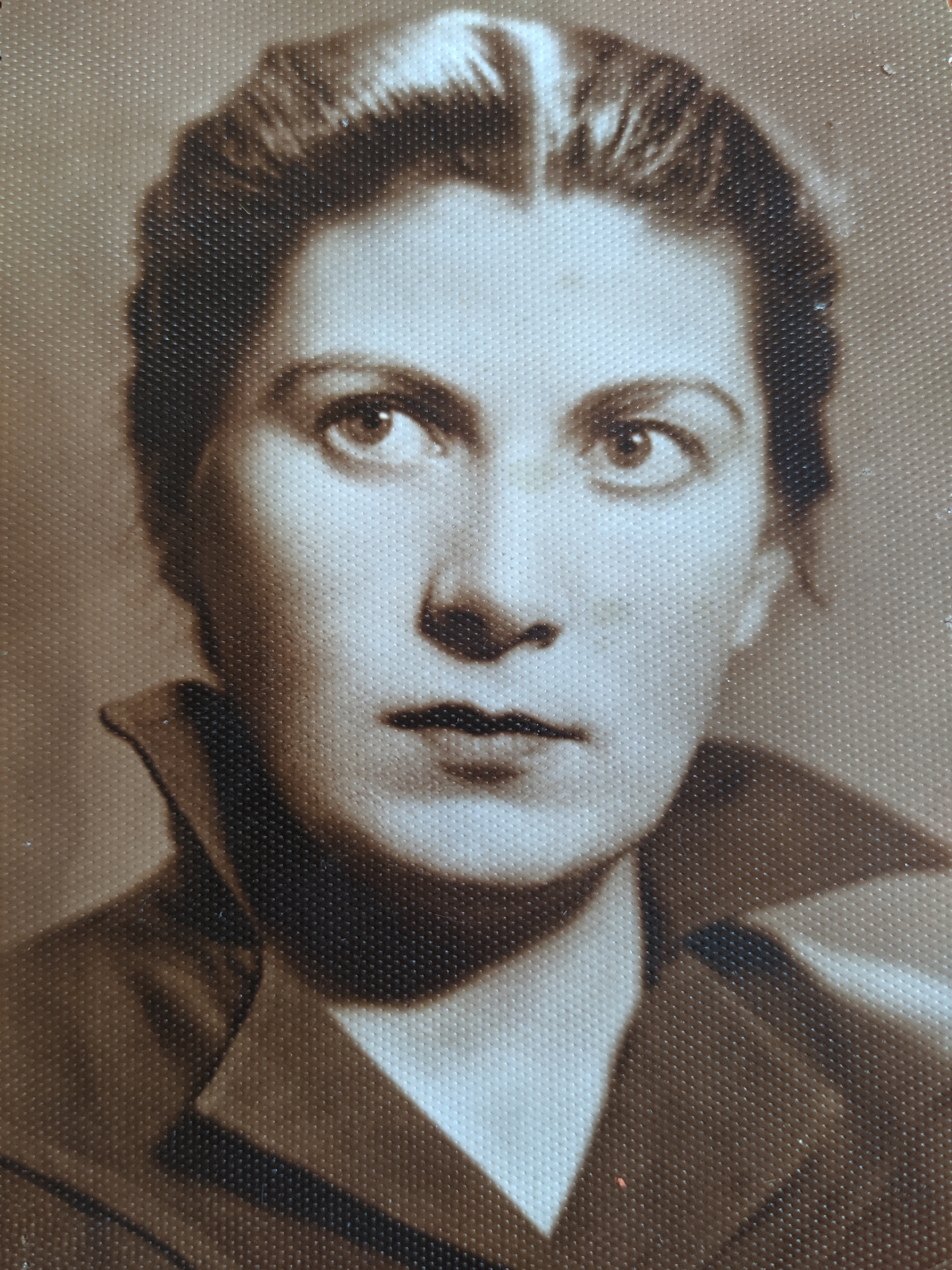
Людмила Жилкіна. 1960 рік

Людмила Іванівна Жи́лкіна (нар. 29 січня 1928, Божедарівка, Криничанський район, Дніпропетровська область — пом. 7 лютого 2006, Київ) — українська співачка (ліричне сопрано), солістка Львівського театру опери та балету ім. І. Франка, педагог, доцент кафедри співу Львівської консерваторії, автор методичних рекомендацій. Заслужена артистка УРСР (1967). Лауреатка 1-го Республіканського конкурсу вокалістів ім. М. Лисенка (Київ, 1962).

## Біографія і сім'я
Народилася у родині службовця Івана Іларіоновича Жилкіна. Мати — Олена Володимирівна (уроджена Золотарьова). Після Другої світової війни родина проживала у Дрогобичі.
Навчалася у Дрогобицькому музичному училищі, Львівській консерваторії (1947–1952) у класі Л. О. Улуханової.
У 1953–78 — солістка Львівського театру опери та балету. Багато років суміщувала роботу в театрі й консерваторії, з 1967 року працювала одночасно і солісткою опери й викладачкою вокалу та курсу основ вокальної методики у Львівській консерваторії.
Багато гастролювала з театром та у концертних бригадах, їй аплодували глядачі багатьох міст України, колишнього СРСР, Польщі та Німеччини.
Після 1978 року працювала викладачем, а з 1982 року — доцентом Львівської консерваторії. З 1990 проживала у місті Києві.
Чоловік — Івченко Роман Миколайович (05.05.1912 — 19.12.1985), за освітою співак (тенор), у 50-ті роки працював у Львові директором державної хорової капели «Трембіта», викладав у культпросвітучилищі, на громадських засадах опікувався організацією художньої самодіяльності.
Син — Івченко Олег Миколайович (1955—2015) — український економіст і громадський діяч, за першою освітою скрипаль (учень Б. Которовича). Голова громадської організації «Конгрес приватних роботодавців», заслужений економіст України (2004).

## Творчість і репертуар
Володіла голосом широкого діапазону, однаково сильним в усіх регістрах, красивого тембру з бездоганною інтонацією, мала високий рівень вокальної культури й глибоке розуміння творчих завдань, що давало можливість виконувати найрізноманітніший вокальний репертуар. Мала яскраві й виразні сценічні дані. Нею створено галерею блискучих і незабутніх образів.
У репертуарі Л. І. Жилкіної 60 ролей з 53 опер. Перелік складено за хронологією (у дужках зазначено рік першого виконання ролі співачкою).
1. Чайковський. Іоланта — Бригітта (1952)
2. Мейтус. Молода гвардія — Клава (1953)
3. Деліб. Лакме — Еллен (1953)
4. Сметана. Продана наречена — Маженка (1954)
5. Чайковський. Винова краля — Маша (1954)
6. Верді. Ріголетто. — Графиня Чепрано (1954)
7. Римський-Корсаков. Царева наречена — Марфа (1955)
8. Верді. Бал-маскарад — паж Оскар (1955)
9. Гулак-Артемовський. Запорожець за Дунаєм — Оксана (1955)
10. Направник. Дубровський — Таня (1955)
11. Чайковський. Винова краля — Прилепа (1955)
12. Верді. Травіата — Анніна (1955)
13. Глінка. Іван Сусанін — Антоніда (1956)
14. Штраус. Кажан — Лотта (1956)
15. Лисенко. Наталка-Полтавка — Наталка (1957)
16. Даргомижський. Русалка — Ольга (1957)
17. Чайковський. Іоланта — Іоланта (1958)
18. Бізе. Кармен — Мікаела (1959)
19. Чайковський. Євгеній Онєгін — Тетяна (1960)
20. Оффенбах. Казки Гофмана — Антонія (1960)
21. Аркас. Катерина — Катерина (1960)
22. Мейтус. Украдене щастя — Анна (1960)
23. Кирейко. Лісова пісня — Мавка (1960)
24. Крейтнер. Таня — Дуся (1960)
25. Пуччіні. Богема — Мімі (1961)
26. Кос-Анатольский. Зарево — Галина (1961)
27. Мусоргський. Борис Годунов — Ксенія (1961)
28. Мілльокер. Бідний студент — Лаура (1961)
29. Рахманінов. Алєко — Земфіра (1962)
30. Пуччіні. Богема — Мюзетта (1962)
31. Прокоф'єв. Дуенья (Заручини в монастирі) — Луїза (1962)
32. Гуно. Фауст — Маргарита (1963)
33. Монюшко. Галька — Галька (1963)
34. Леонкавалло. Паяци — Недда (1963)
35. Штраус. Циганський барон — Саффі (1963)
36. Обер. Фра-Дьяволо — Церлина (1964)
37. Данькевич. Назар Стодоля — Галя (1964)
38. Лисенко. Утоплена (Майська ніч) — Панночка (1964)
39. Лисенко. Утоплена (Майська ніч) — Галя (1965)
40. Д'Альбер. Долина — Нурі (1964)
41. Вебер. Вільний стрілець — Агата (1965)
42. Верді. Аїда — Жриця (1965)
43. Мейтус. Молода гвардія — Олена Миколаївна (1965)
44. Верді. Травіата — Віолетта (1967)
45. Бізе. Шукачі перлин — Лейла (1967)
46. Моцарт. Дон-Жуан — Церліна (1967)
47. Кирейко. У неділю рано зілля копала — Татьяна-Туркиня (1967)
48. Жданов. Багряні зірниці — Мать Україна (1968)
49. Польський. Терем-теремок — Лиса (1969)
50. Лятошинський. Золотий обруч — Мирослава (1970)
51. Тамберг. Залізний дім — Іге (1972)
52. Планкет. Корневільські дзвони — Жермен (1972)
53. Легар. Весела вдова — Валентина (1973)
54. Верді. Дон Карлос — Тібо (1973)
55. Верді. Дон Карлос — Ангел (1973)
56. Оффенбах. Прекрасна Єлена — Єлена (1975)
57. Монюшко. Страшний двір — Марта (1976)
58. Вагнер. Тангойзер — Пастушок (1977)
59. Спадавеккіа. Попелюшка — Фея 1977
60. Кармінський. Десять днів, що перевернули світ — 8 партій (1977)

## Педагогічна діяльність
У педагогічній роботі вокаліста Людмила Жилкіна вважала головними два принципи: обережність та уважність педагога до особистості/психіки/фізіології/підготовленості співака-початківця та бережливе ставлення до голосового апарату співака-початківця. У методичних розробках Жилкіної міститься низка порад з питань виявлення та подолання вокальних дефектів у молодих співаків, освітлено проблеми співацького дихання, принципи кантиленного співу, вправи для напрацювання стабільних верхніх нот тощо. Педагог наголошувала на необхідності витримування особливого співацького режиму, що забезпечував би довголіття голосу, необхідність постійного контролю за станом голосового апарату співака і з боку педагога і досвідченого фоніатра. Надзвичайно важливими вважала при відборі абітурієнтів не тільки показники наявності голосу і музикальності, а і нервово-психічний склад майбутнього артиста, фізичне здоров'я та рівень загальної культури.
Серед її учнів: Ольга Басистюк, Наталія Безкоровайна, Наталія Маліманова, Надія Яцюк, Марія Іздепська-Новінська та ін.

## Звукозаписи
- Людмила Жилкина. Сцена и баллада Недды из 1-го д. оперы "Паяцы", муз. Р. Леонковалло. Симф. оркестр Львовской гос. филармонии. Дирижер И. Паин. (33Д-00012854 [1963] "Melodija" Rigas Skaņu Ierakstu Un Skaņuplašu Fabrika)
- Людмила Жилкина. Арии из опер. Ария Иоланты из оперы "Иоланта" Симф. оркестр Львовской гос. филармонии. Дирижер И. Паин. (33Д-00012854 [1963] "Melodija" Rigas Skaņu Ierakstu Un Skaņuplašu Fabrika)
- Людмила Жилкина. Арии из опер. Ария Мими из оперы "Богема". Муз. Дж. Пуччини. Симф. оркестр Львовской гос. филармонии. Дирижер И. Паин. (33Д-00012854 [1963] "Melodija" Rigas Skaņu Ierakstu Un Skaņuplašu Fabrika) [1]

У виконанні Л. І. Жилкіної записано також українську народну пісню «Ой співаночки мої» і романс Штогаренка «Ой одна я одна».

## Методичні праці Л.І.Жилкіної
- Репертуарный сборник с аннотациями для студентов вокальных факультетов подготовительных отделений консерватории (низкие и средние голоса). [Рукопись]. Львов
- Задачи воспитания студентов-вокалистов на подготовительных отделениях консерватории / подготовлено … Жилкиной Л. И. — Львів, 1981. — 37 с.